# Secretaría de Obras y Servicios de la Ciudad de México
La Secretaría de Obras y Servicios de la Ciudad de México, es la dependencia de la administración pública de la Ciudad de México que tiene a su cargo las materias relativas a obras públicas y servicios urbanos, la construcción y operación hidráulica, los proyectos y construcción de las obras del Sistema de Transporte Colectivo, los proyectos y construcción de obras públicas.

## Funciones
Conforme a la Ley Orgánica de la Administración Pública del Distrito Federal,  corresponde a la Secretaría de Obras y Servicios de la Ciudad de México:
- Planear, organizar, normar y controlar la prestación de los servicios públicos de su competencia, así como la planeación y ejecución de obras y servicios públicos de impacto en más de una demarcación territorial o de alta especialidad técnica, de acuerdo con las clasificaciones que se hagan en las disposiciones aplicables, para lo cual se deberán considerar criterios ambientales que garanticen un desarrollo sustentable.
- Expedir, en coordinación con las dependencias que corresponda, las bases a que deberán sujetarse los concursos para la ejecución de obras a su cargo, así como adjudicarlas, cancelarlas y vigilar el cumplimiento de los contratos que celebre;
- Dictar las políticas generales sobre la construcción y conservación de las obras públicas, así como las relativas a los programas de remodelación urbana en el Distrito Federal;
- Supervisar la construcción, conservación, mantenimiento, operación y administración de las obras de agua potable y alcantarillado; la prestación de dicho servicio y el establecimiento de las tarifas correspondientes.

## Estructura Orgánica
De acuerdo al Reglamento Interior de la Administración Pública de la Ciudad de México le corresponde la siguiente estructura orgánica:
- Secretaría de Obras y Servicios: Raúl Basulto Luviano 
  - Subsecretaría de Obras y Servicios: Rosalba Cruz Jiménez
  - Dirección General de Servicios Técnicos:
  - Dirección General de Obras Públicas: Juan Carlos Fuentes Orrala
  - Dirección General de Construcción de Obras para el Transporte:
  - Dirección General de Asuntos Jurídicos:
  - Dirección General de Administración: